# Ursula Hertewich
Ursula Hertewich (* 12. Dezember 1975 in Wadgassen) ist eine deutsche Apothekerin und Dominikanerin.

## Leben
Ursula Hertewich entstammt einer Apothekerfamilie. Ihr Urgroßvater gründete 1896 im saarländischen Wadgassen die Mathilden-Apotheke, die seitdem in Familienbesitz ist. Nach dem Abitur 1994 studierte sie Pharmazie an der Universität des Saarlandes in Saarbrücken, wo sie 1999 als Apothekerin approbiert wurde. Nachfolgend war sie dort Doktorandin im Arbeitskreis Pharmakognosie und Analytische Phytochemie. 2001 ging sie für einen viermonatigen Forschungsaufenthalt an die University of Otago in Dunedin, Neuseeland. 2002 folgte die Promotion zum Doktor der Naturwissenschaften. Sie war Mitglied der Vertreterversammlung der Apothekerkammer des Saarlandes und als Schriftführerin Vorstandsmitglied der DPhG Landesgruppe Saar sowie ab 2001 Pfarrgemeinderatsvorsitzende in Wadgassen. Von 2002 bis 2004 war sie als Postdoktorandin und Dozentin für Ernährungslehre an der Universität des Saarlandes.
Von 2004 bis 2006 arbeitete sie als Apothekerin in der Apotheke ihrer Eltern und trat im Juni 2006 in die Gemeinschaft der Arenberger Dominikanerinnen Kloster Arenberg ein. Im März 2009 legte sie das erste Ordensgelübde ab und im März 2013 die Ewige Profess. Seit ihrer Profess arbeitet sie als Seelsorgerin und Geistliche Begleiterin im Gästehaus des Klosters. In der Ordensgemeinschaft ist sie seit Februar 2014 für die Ausbildung junger Schwestern im Postulat und Noviziat verantwortlich und gehört seit Oktober 2015 dem Generalrat an.
Mit Sr. M. Josefa Bölinger, der Leiterin des Klostergartens im Kloster Arenberg, veröffentlichte sie 2007 das Buch Heilkraft aus dem Kräutergarten, das sich mit der Klosterheilkunde unter modernen, wissenschaftlichen Gesichtspunkten befasst. Zu diesem Thema wurde sie, gemeinsam mit Johannes Gottfried Mayer von der Universität Würzburg, im Oktober 2009 von NDR Info interviewt. Sie hält Vorträge zu Themen wie Heilkräuter und Erkältungen, Frauenkrankheiten, ätherische Öle oder Weihnachtsgewürze.
Mehrfach trat sie im Fernsehen auf, so am 17. Dezember 2010 als Studiogast im Nachtcafé (SWR) an der Seite von Jürgen von der Lippe und am 7. Juli 2012 in WISO plus (ZDF info) in einem Beitrag zum Thema „Auszeit im Kloster“, der auch am 9. September 2012 in der Sendung sonntags (ZDF) gesendet wurde.
Ursula Hertewich engagiert sich gegen Kirchenaustritte und ist als Bloggerin sowie in den Social Media aktiv.
2018 veröffentlichte sie gemeinsam mit dem Autor Mirko Kussin das Buch „ZweiSichten“, in dem die beiden Verfasser zu wichtigen gesellschaftlichen und theologischen Schlagwörtern, wie Ewigkeit, Gott, Tod oder Treue, jeweils einen Text aus ihrer eigenen Sicht schrieben. Darauf folgend stellten die beiden Autoren ihr Buch in zahlreichen Lesungen vor. Im September 2020 verfasste sie die Kommentare zum Sonntagsevangelium bei „Unser Sonntag“ für Radio Vatikan.

## Schriften (Auswahl)
- mit Josef Zapp, Hans Becker, Klaus Peter Adam: Biosynthesis of a hopane triterpene and serveral diterpenes in the liverwort Fossombronia alaskana. In: Phytochemistry, 2001 Vol. 58, S. 1049–1054.
- Phytochemische Untersuchung ausgewählter Lebermoosarten sowie Aufklärung der Triterpenbiosynthese in Fossombronia alaskana Steere & Inoue. Saarbrücken 2002 (Dissertation)
- mit Josef Zapp, Hans Becker: Secondary metabolites from the liverwort Jamesoniella colorata. In: Phytochemistry, 2003 Vol. 63, S. 227–233.
- mit Anna Barlow, Benjamin Compton, Stephen Lorimer, Rex Weavers: Sesquiterpenes from the New Zealand Liverwort Lepidolaena hodgsoniae. In: Journal of Natural Products, 2005 68(6), S. 825–831.
- mit Hildegard Feld, Josef Zapp, Hans Becker: Sacculatane diterpenoids from axenic cultures of the liverwort Fossombronia wondraczekii. In: Phytochemistry, 2005 Vol. 66, S. 1094–1099.
- mit Josefa Bölinger: Heilkraft aus dem Kräutergarten. Franckh-Kosmos, Stuttgart 2007, ISBN 978-3-440-10949-6.
- mit Mirko Kussin: ZweiSichten. adeo-Verlag, Asslar 2018, ISBN 978-3-86334-210-4.